# Dryopteris × deweveri
Dryopteris × deweveri là một loài dương xỉ trong họ Dryopteridaceae. Loài này được Jansen mô tả khoa học đầu tiên năm 1932.